# Miren Begoña Ereñaga
Miren Begoña Ereñaga Onaindia (Durango, Vizcaya, 11 de marzo de 1927-7 de abril de 2015) fue una raquetista profesional española que jugó en el frontón de Sabadell durante varios años.

## Biografía
Begoña nació en Durango, su madre era de Munitibar, del caserío Kanpone y su padre era de Durango. Cuando contaba 9 años estalló la guerra civil.
De niña, vivió la guerra, tanto en su localidad natal como con sus familiares cuando huyeron de la guerra. De hecho, el 31 de marzo de 1937, a los 10 años, Begoña vivió de cerca el Bombardeo de Durango y tuvo que ser evacuada en mayo del mismo año, de Durango a Santander y de allí a Cadaujac, cerca de Burdeos, Francia. Acabó viviendo con su familia en una casa llamada Maison Henry cerca de Garonne. Sin embargo, a pesar de estar en el extranjero, nunca perdió su pasión por la danza, y también bailó en un teatro de Burdeos. En 1939, regresó a Durango. 

### Trayectoria como raquetista
Para hacer frente a la posguerra, a principios de la década de 1940, comenzó a entrenar para ser raquetista y dos años más tarde hizo su debut profesional en el  frontón de Sabadell en 1942. Begoña tenía solo 15 años. Allí jugó varios años, con defensas como Natividad López "Eibarresa", Mari Carmen Madariaga "Arrati" y Maite Gorrotxategi "Ermua".
Después de jugar a la pelota durante varios años, se despidió de la raqueta, se casó y trabajó como tendera en Durango.

## Premios y reconocimientos
- En 2009 el Museo de Arte e Historia de Durango organizó una exposición denominada "Las raquetistas", basada en la obra del mismo nombre de Javier Sagastizábal y José María Urrutia. Además, el 8 de marzo se rindió homenaje a las deportistas pioneras no reconocidas en los últimos años.[6]